# 隔堤北灌区
隔堤北灌区是中国湖北省洪湖监利的一个灌区，其水源为长江。灌区设计面积56.6万亩，实际面积为53万亩，进水闸设计流量为76立方米每秒。